# میشل کروسیانی
میشل کروسیانی (انگلیسی: Michele Cruciani؛ زادهٔ ۴ مهٔ ۱۹۸۶) بازیکن فوتبال اهل ایتالیا است.
از باشگاه‌هایی که در آن بازی کرده‌است می‌توان به ماترا کالچو، باشگاه فوتبال ویرتوس لانچانو، و باشگاه فوتبال روبور سیه‌نا اشاره کرد.